# 34289 Johndell
34289 Johndell è un asteroide della fascia principale. Scoperto nel 2000, presenta un'orbita caratterizzata da un semiasse maggiore pari a 2,5454880 au e da un'eccentricità di 0,0941058, inclinata di 2,06757° rispetto all'eclittica.